# Karl Lehrs

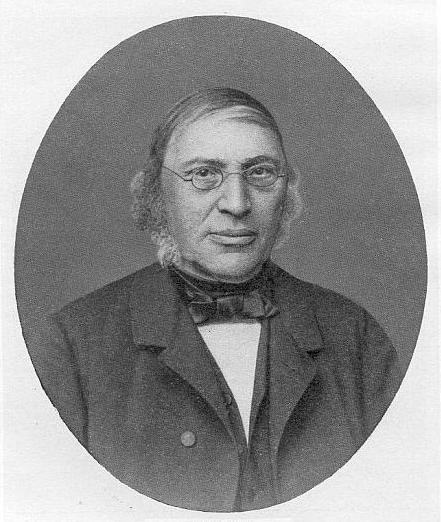
Karl Lehrs. (Bild aus Alfred Gudemann: Imagines Philologorum, Leipzig 1911, S. 24)

Karl Ludwig Lehrs (auch: Carl Lehrs; * 14. Januar 1802 in Königsberg (Preußen); † 9. Juni 1878 ebenda) war ein deutscher klassischer Philologe.

## Leben
Karl Lehrs war Sohn des jüdischen Manufakturwarenhändlers Pinkus Kaufmann Levi (seit 1812: Lehrs), konvertierte aber 1822 zum Christentum. Er wurde 1823 promoviert und habilitierte sich 1831. Nachdem er einige Jahre unter schlechten Arbeitsbedingungen im Schuldienst tätig gewesen war, hatte er von 1845 bis zu seinem Tod eine ordentliche Professur für griechische Philologie in Königsberg inne.
Karl Lehrs war ein Mann entschiedener Ansichten. Er betonte, dass man Homer als Originalgenie und nicht als Stubengelehrten sehen müsse. Daher wandte er sich gegen die analytische Homerforschung in der Nachfolge Friedrich August Wolfs und insbesondere gegen die „Einzelliedertheorie“ Karl Lachmanns; stattdessen wollte er an der einheitlichen Autorschaft Homers für die gesamte Ilias festhalten. Komparativer Mythologie und symbolischer Interpretation von Mythen konnte Lehrs nichts abgewinnen, sondern sah die griechischen Göttergestalten aus der Anschauung der Natur oder aus der Erfahrung einer ethischen Idee heraus gebildet.
Zu seinem 50-jährigen Doktorjubiläum am 7. März 1873 ließ Lehrs humoristische „Zehn Gebote“ für klassische Philologen drucken, deren wichtigste sind (1.–3. Gebot): Man solle (erg.: die Gedanken anderer Autoren) nicht nachbeten oder stehlen und auch nicht der handschriftlichen Überlieferung blind vertrauen. Lehrs, der bis zuletzt wissenschaftlich produktiv war, verstarb 1878 nach kurzer Krankheit an einem Blasenleiden. Zu seinen Schülern gehörten u. a. Arthur Ludwich und August Lentz. Lehrs war mit dem Gutsbesitzer und Kunstsammler Fritz von Farenheid befreundet, mit dem er bis zu seinem (Lehrs) Tod einen lebhaften Briefwechsel pflegte.
1860 wurde er korrespondierendes Mitglied der Russischen Akademie der Wissenschaften in Sankt Petersburg.
Beerdigt wurde er auf dem Gelehrtenfriedhof (Königsberg).

## Schriften
- De Aristarchi Studiis Homericis. Hirzel, Leipzig 1833. (Stellte die Exegese und Textkritik Homers auf eine neue Grundlage (gemäß der Methode Aristarchs, den Text aus sich selbst heraus zu erklären.)) (Digitalisat)
- Quaestiones Epicae. Bornträger, Königsberg 1837. (Digitalisat)
- De Asclepiade Myrleano. 1845.[4]
- Herodiani Scripta tria emendatiora. Samter, Königsberg 1848. (Hier machte er den nur fragmentarisch überlieferten Grammatiker Herodian als Persönlichkeit greifbar.) (Digitalisat)
- Populäre Aufsätze aus dem Altertum,	vorzugsweise zur Ethik und Religion der Griechen. 1856. 2., stark erweiterte Auflage 1875. (Digitalisat der 2. Aufl.) (Sein bekanntestes Werk, in dem er für die Schönheit der antiken Welt Begeisterung zu wecken versucht.)
- Horatius Flaccus. Vogel, Leipzig 1869. (Digitalisat) (Ein Werk, in dem er viele Oden des Horaz aus ästhetischen Gründen als unecht verwarf.)
- Die Pindarscholien, eine kritische Untersuchung zur philologischen Quellenkunde. Nebst einem Anhange über den Heyschius Milesius und den falschen Philemon. Hirzel, Leipzig 1873. (Digitalisat)
- Kleine Schriften. 1902. (Digitalisat) (Nachdruck Olms, Hildesheim 1979).